# Nomorhamphus hageni
Nomorhamphus hageni is een straalvinnige vissensoort uit de familie van de Zenarchopterida. De wetenschappelijke naam van de soort is voor het eerst geldig gepubliceerd in 1912 door Popta.